# المدللة (عفرين)
مدللة  قرية سوريّة تتبع إداريّاً لمحافظة حلب منطقة عفرين ناحية مركز بلبل، بلغ تعداد سكانها 616 نسمة حسب التعداد السكاني لعام 2004.